# Goemon (film)
Goemon (五右衛門?) è un film del 2009 diretto da Kazuaki Kiriya.
Si tratta di un film fantasy storico vagamente basato sulla vita del leggendario Ishikawa Goemon, l'eroe bandito che rubava ai ricchi per dare ai poveri.
Il film si concentra in particolar modo sul ruolo avuto da Goemon durante il periodo finale dell'epoca Sengoku, in particolare quello immediatamente precedente la decisiva battaglia di Sekigahara.

## Trama
Quand'era ancora un bambino la famiglia intera di Goemon è stata assassinata per motivi politici. Fatto fuggire dalla madre assieme ad un servitore, viene salvato dai banditi dal grande Oda Nobunaga, che lo prende sorto la sua custodia ed al cui seguito si trova anche Hattori Hanzō. Con quest'ultimo comincia ad allenarsi alla pratica ninja (la via del "shinobi") e fa amicizia col coetaneo Kirigakure Saizō.
Dopo molti anni di esercizio a Goemon viene assegnato il compito di fare da scorta alla nipote di Oda, la principessa Chacha. I due sviluppano presto un forte sentimento reciproco, ma le grandi differenze di status sociale contribuiscono a mantenerli separati, fino a che Goemon decide di lasciare il servizio alla corte di Oda.
Poco dopo Nobunaga viene fatto assassinare in una cospirazione di palazzo dai suoi generali Toyotomi Hideyoshi e Akechi Mitsuhide: il giorno del suo funerale Goemon decide di rinunciare alla propria posizione per scegliere una vita libera. Passano gli anni e Goemon è nel frattempo divenuto una sorta di ladro professionista sullo stile di Robin Hood; Sarutobi Sasuke in qualità di cacciatore di taglie cerca di farlo arrestare ma, non riuscendovi, diviene invece suo servitore personale.
Seguono alte imprese (si scontra con un samurai di alto rango alle dipendenze di Hideyoshi, Ishida Mitsunari), fino a quando Goemon non entra a conoscenza di alcune prove riguardanti l'assassinio del suo antico benefattore Oda; cerca pertanto di vendicarne la morte. Incontra anche nuovamente sia Hanzō che la principessa Chacha (che ha accettato di divenire concubina di Hideyoshi). Il piano però purtroppo non riesce e Goemon viene tradito e denunciato.
Messosi nuovamente in salvo, assieme al proprio gruppo Goemon tenta nuovamente l'assalto al palazzo e questa volta vi riesce: con la morte di Hideyoshi si spalanca un pericoloso vuoto di potere ed inizia una lotta tra Tokugawa e Mitsunari. Goemon, nonostante la stanchezza per tutte quelle morti e sofferenze, decide comunque d'intervenire ancora una volta.
Indossando l'armatura color cremisi appartenuta a suo tempo ad Oda parte per la battaglia; durante un'eclissi di sole affronta ed uccide Mitsunari. Hanzō e Sasuke, unitisi alk'esercito di Tokugawa affrontano infine Goemon, il quale viene mortalmente ferito.
Durante i suoi ultimi istanti di vita, osserva estasiato le stelle in cielo e le lucciole che riempiono l'aria, mentre Chacha piange sconsolata.